# C1 Cup
La C1 Cup è una serie automobilistica monomarca per vetture Citroën C1 che è stata disputata dal 2006 al 2008. Il campionato si svolgeva in Italia e l'organizzazione della serie era curata dalla Peroni Promotion.
Il campionato si svolgeva nel periodo tipico per le competizioni automobilistiche europee, da inizio primavera ad inizio autunno. La stagione inaugurale è stata composta da sette eventi ed è iniziata il 23 aprile 2006 all'Autodromo Riccardo Paletti di Varano de' Melegari ed è terminata il 22 ottobre 2006 all'Autodromo di Vallelunga, con la vittoria finale di Carlo Casillo davanti a Francesco Savoia e Maurizio Miconi.
La seconda edizione ha visto una nuova affermazione di Casillo, che si è imposto superando Enrico Fulgenzi e Francesco Savoia.
La terza edizione è stata vinta dal reggiano Alex Campani vincitore di sei gare su otto, seconda assoluta la napoletana Rossana Ammirati che ha vinto la seconda e l'ultima gara della serie.
Nel 2009 il campionato è stato soppresso e le vetture che ne facevano parte sono state in parte riciclate sia nelle gare di velocità in salita (una delle quali, pilotata dal diversamente abile Luca Donateo, ha vinto il titolo nazionale della E1 1150) sia in quelle su pista.
Le vetture erano derivate dalla versione di serie della piccola auto francese ed erano modificate e vendute da una società collegata all'organizzatore.
Le Citroën C1 utilizzate nel campionato avevano un motore di 1000 cm³ e montavano gomme scanalate. L'intervento da parte dei team sulle auto era limitato per regolamento a pochi interventi d'assetto. Non era possibile modificare ulteriormente il motore, il cambio e la centralina.

## Formato delle gare
I piloti usufruivano di un turno di prove libere da 30 minuti in ogni fine settimana di gare mentre le prove di qualificazione erano disputate in un unico turno di 30 minuti contando soltanto il miglior tempo fatto segnare da ciascun pilota.
La gara si svolgeva sulla durata di 25 o 30 minuti e il sistema di punteggi della C1 Cup premiava i primi venti classificati nella gara.
Nel 2007 sono stati assegnati due punti all'autore della pole position e due all'autore del giro più veloce in gara; questi punteggi sono stati dimezzati l'anno successivo.

## Formato del campionato
La C1 Cup assegnava per ogni campionato cinque titoli.
- Classifica assoluta - il titolo più prestigioso per il quale competono tutti i piloti iscritti alla C1 Cup.
- Under 25 - classifica riservata ai piloti con meno di 25 anni d'età.
- Over 40 - classifica riservata ai piloti con almeno 40 anni d'età.
- Lady - classifica riservata alle donne.
- Scuderie

Le classifiche Under 25, Over 40 e Lady erano calcolate formando per ogni gara una classifica in base alla quale i piloti classificati (cioè non considerati ritirati) prendevano punti con lo stesso sistema utilizzato per l'assoluta.
La classifica delle Scuderie si calcolava sommando i punti in campionato dei piloti appartenenti ad una stessa scuderia.

## Albo d'oro

### Stagione 2006
La stagione inaugurale della C1 Cup è stata articolata in sette gare.
Classifica assoluta
Ad aggiudicarsi il campionato è stato il pilota campano Carlo Casillo che, ottenendo due vittorie e sei podi su sette gare, è riuscito ad avere la meglio su Francesco Savoia e Maurizio Miconi, gli avversari che si sono dimostrati più agguerriti nel corso della stagione. Casillo, Miconi e Savoia hanno vinto due gare ciascuno, ma a fare la differenza è stata la costanza nei piazzamenti mostrata da Casillo. Andrea Antonini è stato l'unico a rompere l'egemonia dei tre, imponendosi all'Autodromo nazionale di Monza.
Under 25
Anche se Francesco Savoia è stato complessivamente il pilota più veloce e costante tra i giovani, il sistema di punteggio ha permesso a Paolo Gnerro e Andrea Gagliardini di inserirsi nella lotta per il titolo. Alla vigilia dell'ultima gara, Savoia aveva un solo punto di vantaggio su Gnerro, che è però riuscito a difendere senza problemi.
Over 40
Carlo Casillo ha dominato la classifica riservata agli Over 40, vincendo sei gare su sette e piazzandosi al secondo posto nell'appuntamento inaugurale di Varano. Al secondo posto si è classificato Giorgio Leporati, al terzo Maurizio Serratore.
Lady
La toscana Laura Cagnoni si è aggiudicata la classifica riservata alle donne vincendo quattro gare. In classifica ha preceduto le altre due donne impegnate nel trofeo, Lucia Francucci e Laura Polidori. Adria è però rimasta una pista stregata per Cagnoni; infatti nell'appuntamento di giugno si è imposta Polidori, e a settembre Francucci. Curiosamente, nessuna Lady ha preso parte all'appuntamento finale di Vallelunga, nonostante la lotta per il titolo fosse in teoria ancora aperta.
Scuderie
Il campionato Scuderie è vissuto sulla lotta tra lo Star Team (piloti: Miconi, Antonini, Polidori) e la Scuderia La Torre (che schierava 5-8 piloti). A spuntarla è stata la Scuderia La Torre, che ha mantenuto un vantaggio di soli due punti nell'ultimo appuntamento di Vallelunga. Al terzo posto si è piazzato il Cutolo Racing, che schierava il solo Carlo Casillo. Nonostante l'handicap di avere un solo pilota, il team ha chiuso a soli 43 punti dalla vetta.

#### Eventi C1 Cup 2006
|            | Data         | Vincitore        | Pole position    | Giro più veloce  | Vincitore Under 25 | Vincitore Over 40 | Vincitore Lady  |
| ---------- | ------------ | ---------------- | ---------------- | ---------------- | ------------------ | ----------------- | --------------- |
| Varano     | 23 aprile    | Francesco Savoia | Maurizio Miconi  | Francesco Savoia | Francesco Savoia   | Maurizio Milla    | Laura Cagnoni   |
| Imola      | 21 maggio    | Maurizio Miconi  | Francesco Savoia | Maurizio Miconi  | Paolo Gnerro       | Carlo Casillo     | Laura Cagnoni   |
| Adria      | 4 giugno     | Maurizio Miconi  | Maurizio Miconi  | Maurizio Miconi  | Francesco Savoia   | Carlo Casillo     | Laura Polidori  |
| Monza      | 18 giugno    | Andrea Antonini  | Maurizio Miconi  | Maurizio Miconi  | Andrea Antonini    | Carlo Casillo     | Laura Cagnoni   |
| Misano     | 23 luglio    | Carlo Casillo    | Carlo Casillo    | Carlo Casillo    | Andrea Gagliardini | Carlo Casillo     | Laura Cagnoni   |
| Adria      | 24 settembre | Carlo Casillo    | Maurizio Miconi  | Carlo Casillo    | Francesco Savoia   | Carlo Casillo     | Lucia Francucci |
| Vallelunga | 22 ottobre   | Francesco Savoia | Maurizio Miconi  | Carlo Casillo    | Francesco Savoia   | Carlo Casillo     | -               |

### Stagione 2007
Anche la seconda edizione è stata articolata in sette gare.
Classifica assoluta
Così come nella stagione precedente, il campionato è stato vinto da Carlo Casillo. Il pilota di San Giuseppe Vesuviano ha ripetuto il record di sei podi ottenuto nel 2006, impreziosendo il suo ruolino di marcia con una vittoria nella prima gara di Vallelunga e quattro pole position. La sua costanza di rendimento gli ha consentito di confermarsi campione con una gara d'anticipo, in occasione della gara di Varano. Casillo si è dovuto guardare da diversi avversari nel corso di questa stagione: in un primo momento il suo antagonista è stato il romano Andrea Gagliardini che, avendo vinto le prime tre gare della stagione, sembrava il logico favorito. Il giovane avversario però non ha saputo reggere la pressione, ed è uscito dalla lotta per il titolo per una squalifica rimediata nella prima gara a Vallelunga per comportamento antisportivo ed un ritiro dovuto ad un contatto con lo stesso Casillo a Misano. In seguito a quest'ultimo episodio, Gagliardini ha abbandonato il campionato. Sono così ritornati in auge il marchigiano Enrico Fulgenzi, vincitore a Misano e il pugliese Francesco Savoia, vincitore a Varano e già vice-campione 2006. Entrambi però avevano collezionato un ritiro nel corso della stagione, e non sono riusciti a contendere il titolo al loro più esperto rivale. L'unico altro pilota a vincere è stato il giovanissimo Alex Campani, che si è imposto nella gara finale di Vallelunga. Alla fine i piloti hanno chiuso in quest'ordine, con Daniele Saggese a completare la top 5 e Gagliardini in sesta posizione.
Under 25
Così come nella classifica assoluta, il dominatore della prima parte di stagione è stato Andrea Gagliardini. In seguito alla sua disastrosa seconda parte di stagione, il titolo è stato conteso da Enrico Fulgenzi e Francesco Savoia. I due si sono presentati con un solo punto di differenza all'ultima gara, che è stato sufficiente a Fulgenzi per assicurarsi il titolo, succedendo allo stesso Savoia. Curiosamente, l'anno prima Savoia era riuscito a difendere un uguale margine di vantaggio dagli attacchi di Paolo Gnerro.
Over 40
Carlo Casillo è stato l'assoluto dominatore della classifica Over 40, mai apparsa in discussione. Il campano ha vinto tutte e sette le gare in programma, faticando solo nell'appuntamento di Misano in seguito al già citato incidente con Gagliardini. Dietro di lui si è scatenata una bella lotta tra Giuseppe Alvise Troja e Giorgio Leporati, conclusasi in favore del siciliano Troja per un solo punto, all'ultima gara di Vallelunga.
Lady
La classifica Lady è stata molto meno combattuta rispetto al 2006. Infatti solo una donna, la sedicenne Francesca Linossi è scesa in pista, peraltro solo in due appuntamenti, ad Adria e Varano. Per questo, ha vinto senza problemi il titolo.
Scuderie
Il campionato Scuderie è stato vinto dalla Scuderia Costa Ovest, che schierava Fulgenzi, Saggese e altri 3-4 piloti. Alle spalle della scuderia toscana si è piazzata la Cutolo Racing che è stata penalizzata dall'aver schierato il solo Casillo in tre appuntamenti. A completare il podio la Play Racing, che aveva in Savoia la sua punta di diamante e ha schierato in media 3 piloti a gara.

#### Eventi C1 Cup 2007
|            | Data         | Vincitore          | Pole position      | Giro più veloce    | Vincitore Under 25 | Vincitore Over 40 | Vincitore Lady    |
| ---------- | ------------ | ------------------ | ------------------ | ------------------ | ------------------ | ----------------- | ----------------- |
| Monza      | 22 aprile    | Andrea Gagliardini | Enrico Fulgenzi    | Carlo Casillo      | Andrea Gagliardini | Carlo Casillo     | -                 |
| Adria      | 20 maggio    | Andrea Gagliardini | Andrea Gagliardini | Andrea Gagliardini | Andrea Gagliardini | Carlo Casillo     | Francesca Linossi |
| Mugello    | 17 giugno    | Andrea Gagliardini | Carlo Casillo      | Andrea Gagliardini | Andrea Gagliardini | Carlo Casillo     | -                 |
| Vallelunga | 1º luglio    | Carlo Casillo      | Carlo Casillo      | Carlo Casillo      | Enrico Fulgenzi    | Carlo Casillo     | -                 |
| Misano     | 22 luglio    | Enrico Fulgenzi    | Carlo Casillo      | Andrea Gagliardini | Enrico Fulgenzi    | Carlo Casillo     | -                 |
| Varano     | 30 settembre | Francesco Savoia   | Francesco Savoia   | Francesco Savoia   | Francesco Savoia   | Carlo Casillo     | Francesca Linossi |
| Vallelunga | 28 ottobre   | Alex Campani       | Carlo Casillo      | Alex Campani       | Alex Campani       | Carlo Casillo     | -                 |

### Stagione 2008
La terza edizione della C1 Cup si è articolata su 8 gare.
Il regolamento sportivo ha subìto due importanti variazioni: il dimezzamento dei bonus per pole position e giro più veloce, che passano da due punti a un punto e l'abolizione della categoria Over 40, rimpiazzata dalla categoria Gentlemen, che comprende tutti i piloti con più di 25 anni di età. Sul fronte tecnico, le maggiori novità riguardano la liberalizzazione di alcune regolazioni degli ammortizzatori e una maggiore tolleranza per l'angolo del camber.
Al termine della stagione sono risultati vincitori:
- Assoluta: Alex Campani
- Under 25: Alex Campani
- Gentlemen: Pasquale Baccaro
- Lady: Rossana Ammirati
- Scuderie: C&C Racing Team